# Bina Rai
Bina Rai, nata Krishna Sarin e anche indicata come Beena Roy (Lahore, 13 luglio 1931 – Mumbai, 6 dicembre 2009), è stata un'attrice indiana, attiva dal 1950 al 1991.

## Filmografia parziale
- Anarkali, regia di Nandlal Jaswantlal (1953)
- Ghunghat, regia di Ramanand Sagar (1960)
- Taj Mahal, regia di M. Sadiq (1963)

## Premi
- Filmfare Awards
  - 1961: "Best Actress Award" (Ghunghat)